# Клёново (Нижегородская область)
Клёново — деревня в Городецком районе Нижегородской области. Входит в состав Кумохинского сельсовета.

## История
В 1961 году указом Президиума Верховного Совета РСФСР деревня Кобелево переименована в Клёново.

## Население
| 2002 | 2010 |
| ---- | ---- |
| 13   | ↗14  |